# Plutonium
Plutonium (opkaldt efter dværgplaneten Pluto) er det 94. grundstof i det periodiske system og har det kemiske symbol Pu. Under normale temperatur- og trykforhold optræder dette actinid som et radioaktivt, gråt metal, som "anløbes" og får en gullig overflade. Det har en atommasse på (244) g/mol.

## Egenskaber
Plutonium er blevet omtalt som "det mest komplekse metal" og "en fysikers drøm men en ingeniørs mareridt" på grund af dets specielle fysiske og kemiske træk. En del af den alfastråling som plutonium afgiver, omsættes til varme; plutoniumstykker af en vis størrelse er "håndvarme", mens større stykker kan bringe vand i kog.

### Plutoniums kemi
Plutonium reagerer villigt med ilt og kan indgå forbindelser med en række halogener, med kulstof, med kvælstof og med silicium. i kemiske forbindelser i vandig opløsning optræder plutonium med oxidationstrinnene 3, 4, 5 og 6 og 7. Deres farver afhænger meget af den syrerest ionerne "færdes" sammen med, men generelt gælder at
- Pu3+ er lavendelblå
- Pu4+ er gulbrun
- Pu5+ er muligvis lyserød; denne ion optræder ikke stabilt i vandige opløsninger
- Pu6+ er "laksefarvet" (en mellemting mellem lyserød og orange)
- Pu7+ er mørkerød: Denne ion er temmelig sjælden og optræder kun i et stærkt oxiderende miljø.

### Plutoniums allotropiske former
Under normalt tryk har det seks allotropiske former, og ved højere tryk en syvende form; alle med forskellige massefylder. Det betyder at stoffet er følsomt overfor variationer i omgivelsernes tryk, temperatur og kemi, og at det kan undergå store udvidelser eller sammentrækninger når grænsen mellem to allotrope former overskrides. Når man bruger plutonium til nukleare formål, er det gerne i form af en legering sammen med gallium, som gør plutonium i δ-formen nogenlunde stabilt.

### Plutoniums "ældning"
Plutonium har en lav grad af symmetri i sin struktur og bliver af den grund gradvist mere skørt. Dels udefra og ind i metallet, men på grund af dets egen radioaktivitet også indefra og ud. Men i nogle tilfælde virker strålingen også "reparerende" og udskyder denne "ældningsproces". Man kender ikke alle detaljer i denne komplicerede "ældning" af plutonium, og det gør det svært at beregne hvor pålidelige plutoniumbaserede atomvåben er efter at have "stået på lager" i nogen tid.

## Tekniske anvendelser
Plutonium har to primære anvendelser: i atombomber og i langtidsvirkende, uafhængige strømforsyninger.

### Atomvåben
Plutonium-239 er sammen med uran-235 de mest benyttede fissible isotoper i atomvåben på grund af deres evne til at opretholde en nuklear kædereaktion og den relativt lette adgang til dem. Den kritiske masse for en kugle af plutonium uden en udvendig "kappe" af et stof der reflekterer neutroner, er 16 kilogram, men ved brug af en sådan neutronreflektor kommer den kritiske masse ned på 10 kilogram, svarende til en kugle med en diameter på 10 centimeter. Bomben "Fat Man", som blev kastet over Nagasaki i 1945, brugte konventionelle sprængstoffer til at presse en plutoniumladning på blot 6,2 kilogram. Hvis alt plutonium i en plutonium-baseret bombe "detoneres", bliver sprængkraften som 20 kilotons TNT for hvert kilogram plutonium, men dette vil kræve en ekstra neutronkilde, og oftest er primitive atomvåben langt fra så effektive. Fat Man's 6,2 kg plutonium gav en sprængkraft som af "blot" 21 kiloton TNT.

### Plutonium som "beskidt bombe"
Plutonium kan i teorien også benyttes som et (om end ikke særlig dødeligt) kemisk giftstof. I en del tilfælde har ødelagte atomvåben spredt plutonium til omgivelserne og forvoldt forureningsskader svarende til virkningen af en "beskidt bombe", hvilket har nødvendiggjort et omfattende oprensningsarbejde. På den anden side er de fem kilo plutonium der ikke blev omsat i Fat Man's eksplosion aldrig renset op — mange af de mere ekstreme påstande der ind imellem fremsættes om plutonium, stemmer ikke overens med beboeligheden i det pågældende område af Nagasaki, både før og nu.

### Plutonium som "langtidsholdbart batteri"
Isotopen plutonium-238 udsender alfastråling med en halveringstid på 87,7 år, og den egenskab gør stoffet velegnet til brug i radioisotopgeneratorer: Disse strømkilder kan fungere i en menneskealder uden vedligehold eller reparationer, og bruges derfor ofte til ubemandede rumfartøjer med destination udenfor planeten Mars' bane, hvor sollyset er for svagt til solceller.
Samme isotop blev en overgang anvendt som energikilde i pacemakere for at befrie hjertepatienter for risikoen ved flere operationer, når batteriet skulle udskiftes — denne teknik blev dog udfaset til fordel for lithiumbatterier der bliver ladet op ved hjælp af induktion. Der er dog stadig mellem 50 og 100 plutoniumdrevne pacemakere "i drift" i levende patienter i dag.

## Historie
Plutoniums historie er tæt knyttet til dets anvendelse i atomvåben.

### Forudsigelse
I 1940 havde to forskerhold, uafhængigt af hinanden, forudsagt muligheden af at fremstille neptunium og plutonium ved at bombardere urankerner med neutroner. Edwin M. McMillan og Philip Abelson fra Berkeley Radiation Laboratory ved universitetet i Berkeley i Californien, og Norman Feather og Egon Bretscher fra Cavendish Laboratory ved Cambridge-universitetet. Og lige så uafhængigt af hinanden havde begge hold foreslået det samme navn for det nye stof; uran og neptunium var opkaldt efter "nabo-planeterne" Uranus og Neptun, så det lå lige for at navngive det mulige grundstof der står lige efter neptunium, efter den planet der var blevet opdaget blot et årti tidligere, lige udenfor Neptuns omløbsbane.

### Syntetisering
Plutonium blev syntetiseret og isoleret den 23. februar 1941 af dr. Glenn T. Seaborg, dr. Michael Cefola, Edwin M. McMillan, J.W. Kennedy og A.C. Wahl, ved at bombardere uran med atomkerner af deuterium ved hjælp af Berkeleys 60-tommers cyklotron. Opdagelsen blev holdt hemmelig på grund af krigen. For at følge navngivningsmetoden for "uranium" og neptunium nøje skulle navnet have været "plutium", men Seaborg synes ikke det lød nær så godt som "plutonium". Seaborg foreslog i spøg "Pu" som det kemiske symbol for det nye stof, og sådan blev det uden ændringer indført i det periodiske system.

### Egenskaberne bestemmes
Ved Chicagos universitet begyndte kemikere at undersøge det nye grundstof. I september 1942 fremstillede og isolerede man på George Herbert Jones-laboratoriet for første gang målbare mængder af stoffet, og begyndte at måle dets egenskaber; blandt andet kunne man faststlå dets atommasse.
I de første år efter opdagelsen af plutonium, inden man opnåede et godt kendskab til dets egenskaber, udførte USAs administration (samt virksomheder der handlede på deres vegne), et eksperiment hvor forsøgsdyr, herunder 18 mennesker, fik indsprøjtninger med typisk fem mikrogram plutonium. De "menneskelige forsøgskaniner" var patienter på hospitaler, som man vurderede enten var uhelbredelige eller som kunne forvente at have mindre end 10 år tilbage at leve i som følge af alder eller kroniske sygdomme. Ingen af disse patienter havde givet informeret samtykke til at deltage i et eksperiment, som ingen forventede ville gavne deres tilstand, men de blev brugt til at indsamle de første erfaringer om symptomer på indtagelse af plutonium, så man kunne fastlægge sikkerhedsstandarder for dem, der senere skulle arbejde med plutonium i forbindelse med atomvåbenproduktion. I dag betragtes denne sag som et alvorligt brud på lægeetiske principper, omend nogle kommentatorer bemærker at skadevirkningerne ikke var nær så alvorlige som tidligere nyhedsreportager gjorde dem til.

### Plutonium og den kolde krig
Som en del af Manhattan Project blev der opstillet reaktorer, først i Oak Ridge, og senere i Hanford i Washington, der skulle fremstille det plutonium der blev brugt i Trinity-testen; verdens første atombombeeksplosion, den 16. juli 1945.
Igennem den kolde krig opbyggede USA og Sovjetunionen store mængder af plutonium — anslået 300 tons omkring 1982 — til brug i våbenkapløbet. Efter den kolde krig har dette oplag givet anledning til bekymringer i retning af hvordan man skal forhindre alt det plutonium i at blive spredt til for eksempel terrorister. I 2002 overtog USAs energiministerium 34 tons plutonium fra forsvarsministeriet, og overvejede allerede i 2003 at ombygge reaktorer til at forbruge plutonium som brændsel, for på den måde at bortskaffe plutoniummet.[kilde mangler]

## Forekomst og fremstilling
Der findes ekstremt små mængder af naturligt forekommende plutonium i uranholdige mineraler, og en smule plutonium-244 der oprindeligt kommer fra supernova-rester der indgik i den protoplanetariske skive som vort solsystem er dannet af. Og dertil har talrige atombombeeksplosioner tilføjet 10 tons plutonium siden 1945.
Så godt som alt det plutonium der eksisterer, er blevet skabt ad kunstig vej: Plutonium-239 dannes som et "biprodukt" når man bruger uran-238 i en fissionsreaktor, og bidrager i sig selv til energiproduktionen. Plutonium-238 skabes ved først at lade uran-235 absorbere to neutroner, hvoraf en del af det omdannes til neptunium-237. Det rene neptunium kan udskilles relativt let, og når det bombarderes med neutroner, dannes plutonium-238.

## Isotoper
Man kender 21 isotoper af plutonium, hvoraf plutonium-244 er den mest stabile med en halveringstid på 80,8 millioner år. Plutonium-239, med en halveringstid på 24110 år, er den mest eftertragtede til kernevåben og er også velegnet til energiproducerende atomreaktorer. Tilstedeværelsen af plutonium-240 gør materialet mindre velegnet til brug i våben, fordi de gør det svært at opnå den præcise, pludselige fissionsproces som et atomvåben kræver. Af den grund omtales plutonium med mere end omkring 90% Pu-239 som weapons-grade plutonium (engelsk for "våben-kvalitet" eller "våben-egnet"), mens plutonium med mindst 20% Pu-240 kaldes for reactor-grade plutonium ("reaktor-kvalitet" eller "reaktor-egnet").